# Форстманн, Вальтер
Вальтер Форстманн (нем. Walter Forstmann; 9 марта 1883, Верден, Германия — 2 ноября 1973, Бреденай, Германия) — германский морской офицер, герой Первой мировой войны, второй по результативности (по тоннажу) подводник всех времён после Арно де ла Перьера.
За время своего командования подводными лодками «U-12» и «U-39» в период Первой мировой войны выполнил 47 походов и потопил 146 судов общей вместимостью 384 304 брутто-регистровых тонны. 12 августа 1916 года награждён орденом «Pour le Mérite».

## Первая мировая война
В 1917 году Форстманн, командуя подводной лодкой «U-39», всего за два дня потопил в Гибралтарском проливе пять ценных пароходов грузоподъёмностью более чем 20 000 брт, «Нормантон» (3862 тонны), «Мерсарио» (3847 тонн), «Альмора» (4385 тонн), «Нуцерия» (4702 тонн) и японский пароход «Шитосан мару» (3555 тонн). Суда были загружены 31 500 тоннами угля, из которых более 26 000 тонн предназначались для использования зимой в Италии.

## Мирное время
Форстманн опубликовал военные мемуары «Охота на Средиземном море» (нем. Auf Jagd im Mittelmeer). В 1921 году получил квалификацию адвоката, а в 1924 году стал руководителем социального департамента и директором угольной компании Августа Тиссена в Дуйсбурге.
С 1929 по 1933 год Форстманн был депутатом от Дуйсбурга и лидером парламентской группы Немецкой народной партии.
Между 1933 и 1950 годами был членом совета, а в 1951—1953 членом наблюдательного совета, четырёх крупных жилищных кооперативов Рурских металлургических заводов.

## Вторая мировая война
Во время Второй мировой войны Форстманн командовал различными учреждениями в Оснабрюке и Копенгагене. В Копенгагене он был начальником военного экономического штаба (нем. Wehrwirtschaftsstab Denmark), главного предприятия по закупкам промышленных товаров в оккупированной Дании. 1 июля 1942 года произведён в звание капитан-цур-зее (нем. Kapitän zur See). Вышел в отставку в 1945 году.